# Skrzydlice
Skrzydlice (niem. Kundorf) – wieś w Polsce położona w województwie dolnośląskim, w powiecie zgorzeleckim, w gminie Sulików.

## Położenie
Skrzydlice to mała wieś leżąca na Pogórzu Izerskim, w Obniżeniu Zawidowskim, na wysokości około 250–260 m n.p.m.

## Podział administracyjny
W latach 1975–1998 miejscowość administracyjnie należała do województwa jeleniogórskiego.

## Demografia
Według Narodowego Spisu Powszechnego (III 2011 r.) liczyły 136 mieszkańców. Są najmniejszą miejscowością gminy Sulików.

## Historia
Wieś założona w czasach słowiańskich. Pierwsze wzmianki o miejscowości pochodzą z XIV wieku. W 1423 roku właścicielem wsi był rycerz von Storm. Przed II wojną światową, podczas odmulania jednego z okolicznych jezior, znaleziono w nim tzw. pogańskie kamienie. Mimo badań nadal nie ustalono, czemu one służyły.